# Gotland (race ovine)
Pour les articles homonymes, voir Gotland (homonymie).
Le mouton du Gotland (en suédois : Gotlandfår) est une race ovine originaire comme son nom l'indique de l'île du Gotland (ou « Gothie » en français vieilli) en Suède. Il se caractérise par sa laine de couleur gris-argenté à brun foncé ; il a la tête et les pattes glabres de couleur noire. Il fait partie des races de mouton d'Europe du Nord à queue courte.

## Histoire
Ce mouton descend des moutons à queue courte élevés depuis l'âge du fer dans les pays nordiques et les Vikings ont amélioré ce qui deviendra le gotland avec des moutons venus de leurs expéditions le long de la Volga. La race actuelle est issue de croisements dans les années 1920 de moutons locaux (appelés gutefår) avec des brebis romanov (pour la prolificité) et karakul pour le pelage. La différence avec le gutefår, devenu rare à Gotland, est que le gotland moderne est sans cornes pour les deux sexes. On le trouve aujourd'hui non seulement dans son île natale, mais aussi au Danemark, en Grande-Bretagne (où il a été importé à partir de 1972), aux Pays-Bas et même en Australie et en Nouvelle-Zélande. Il a commencé à être importé aux États-Unis à partir de 2003, suivi par l'American Gotland Sheep Society et la Gotland Sheep Breeders Association of North America.

## Description

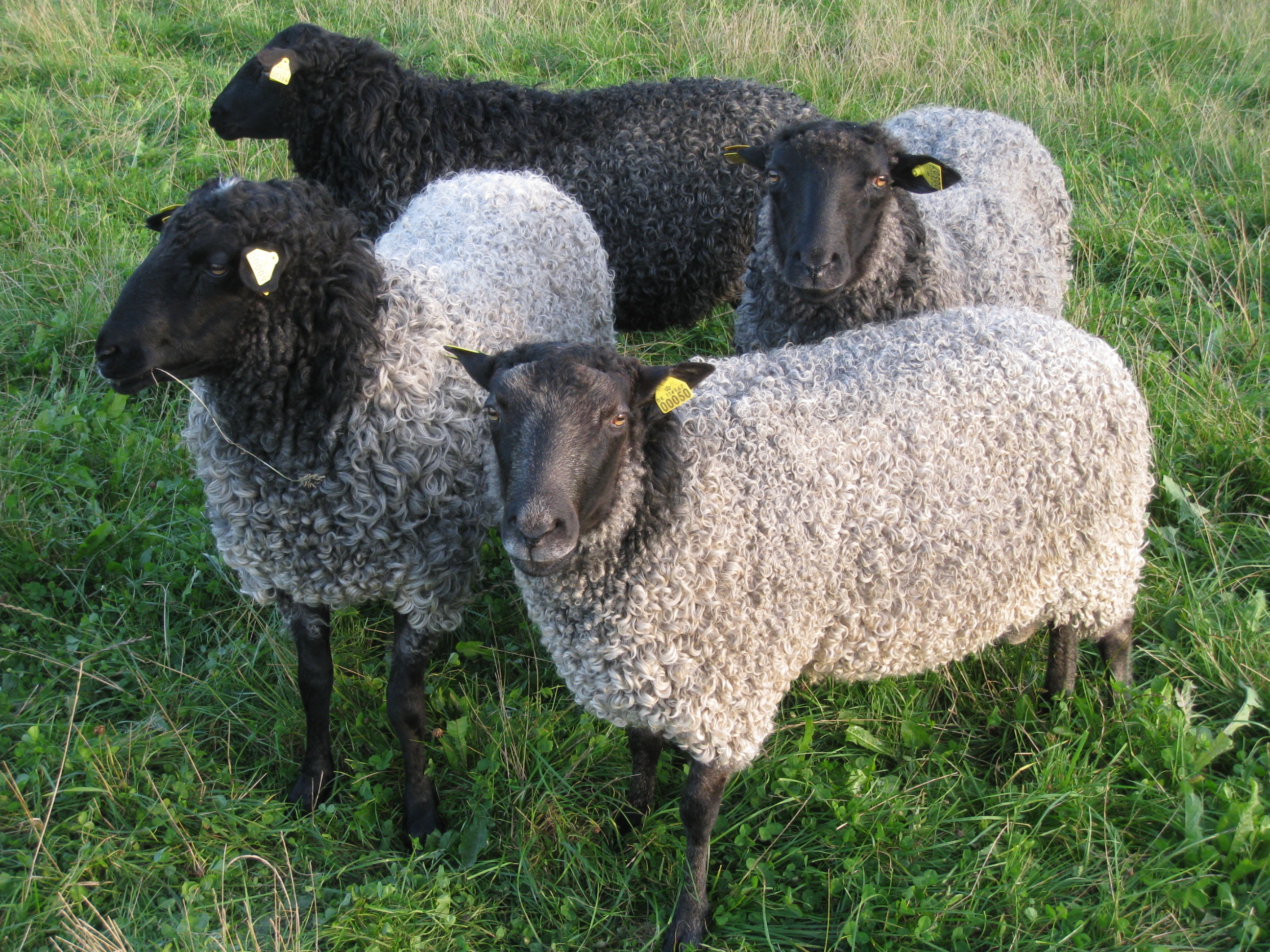
Jeunes béliers gotland

Le mouton du Gotland est de taille moyenne, la tête (qui est sans cornes) et les pattes, noires sans pelage, avec une longue fourrure dense bouclée et bien colorée qui va du gris-argenté au brun foncé ou noir charbon sans tache. Elle doit être douce au toucher. L'agneau à la naissance (qui a lieu en général en mars-avril) est noir et devient ensuite de plus en plus gris. C'est un animal robuste et frugal, très résistant aux intempéries. La brebis pèse de 55 à 70 kg, le bélier de 75 à 85 kg. Ce mouton est de caractère alerte, curieux et vif.